# Protestantse kerk (Hodimont)
De Protestantse kerk (Église protestante de Hodimont) is een kerkgebouw in het stadsdeel Hodimont van de Belgische stad Verviers, gelegen aan de Montagne de l’Invasion.
De kerk maakt onderdeel uit van de Église Protestante Unie de Belgique (EPUB), en was een van de kerkgemeenten die de Synodale Unie van 1839 ondertekende.

## Geschiedenis
De kerk is gelegen aan de voormalige Thier de Hodimont, welke het traject van een oude heerbaan naar het noorden volgt. Dit traject klimt steil omhoog.
In 1711 werd aan deze straat een protestantse kerk (Temple protestant) in gebruik genomen, en werd de straat omgedoopt in Thier du Temple. Dat toestemming tot de bouw van een protestantse kerk werd gegeven kwam voort uit het feit dat Hodimont op dat ogenblik bezet was (1703-1718) door de troepen van Marlborough, in het kader van de Oostenrijkse Successieoorlog. Deze troepen waren de reformatie welgezind. Het was een gebouw in Maaslandse renaissancestijl en het bestaat nog steeds, zij het als pastorie.
In 1716, toen Hodimont onder Oostenrijks gezag kwam, werd de kerk alweer gesloten. Weliswaar mochten de predikanten in hun pastorie verblijven, maar van openbare kerkdiensten was geen sprake meer. Geleidelijk aan werd de tolerantie naar akatholieken groter, en onder de verlichte Keizer Jozef II kon in 1784 de protestantse kerk weer worden geopend. Bij de inwijdingsplechtigheid waren zelfs enkele vooraanstaande katholieken aanwezig.
De troebelen van de Franse revolutie en de Napoleontische tijd gingen grotendeels aan de protestantse gemeente voorbij. De gemeente groeide geleidelijk, in 1832 werd een orgel aangeschaft en ook werd een school opgericht.
De straat was ondertussen omgedoopt in Rue de la Montagne. De straat was zo steil dat de Duitse invasietroepen van 1914, voornamelijk op paardentractie berustend, zeer grote moeilijkheden bij de afdaling ondervonden. In 1918 kreeg de straat dan ook zijn huidige naam.
De huidige kerk is gebouwd in modernistische stijl. Typerend zijn de schuin oplopende daken, dit naar analogie van een voormalig vakwerkhuis dat hier eens gestaan heeft.